# ジェイソン・ポール
ジェイソン・ポール（Jayson Anthony Paul、1984年12月10日 - ）は、アメリカ合衆国のプロレスラー。ニューヨーク州ブルックリン出身のアフリカ系アメリカ人。

## 来歴

### WWE
2002年よりプロレスラーとして活動を開始。2005年、WWEとディベロップメント契約を交わして入団し、傘下団体であるOVWにてジャスト・トゥ・グッド（Just Too Good）のリングネームで所属。
2006年1月、リングネームをネイバーフッディー（Neighborhoodie）へと変更し、シャド・ガスパードとのタッグチーム、ザ・ギャング・スターズ（The Gang Stars）でタッグ戦線に乗り込んでクラブ・ライフ（スパイラル & トニー・マン）、リッグス・ブラザーズ（ジェイソン・リッグス & ジョニー・リッグス）とOVW南部タッグ王座を巡って抗争を繰り広げた。

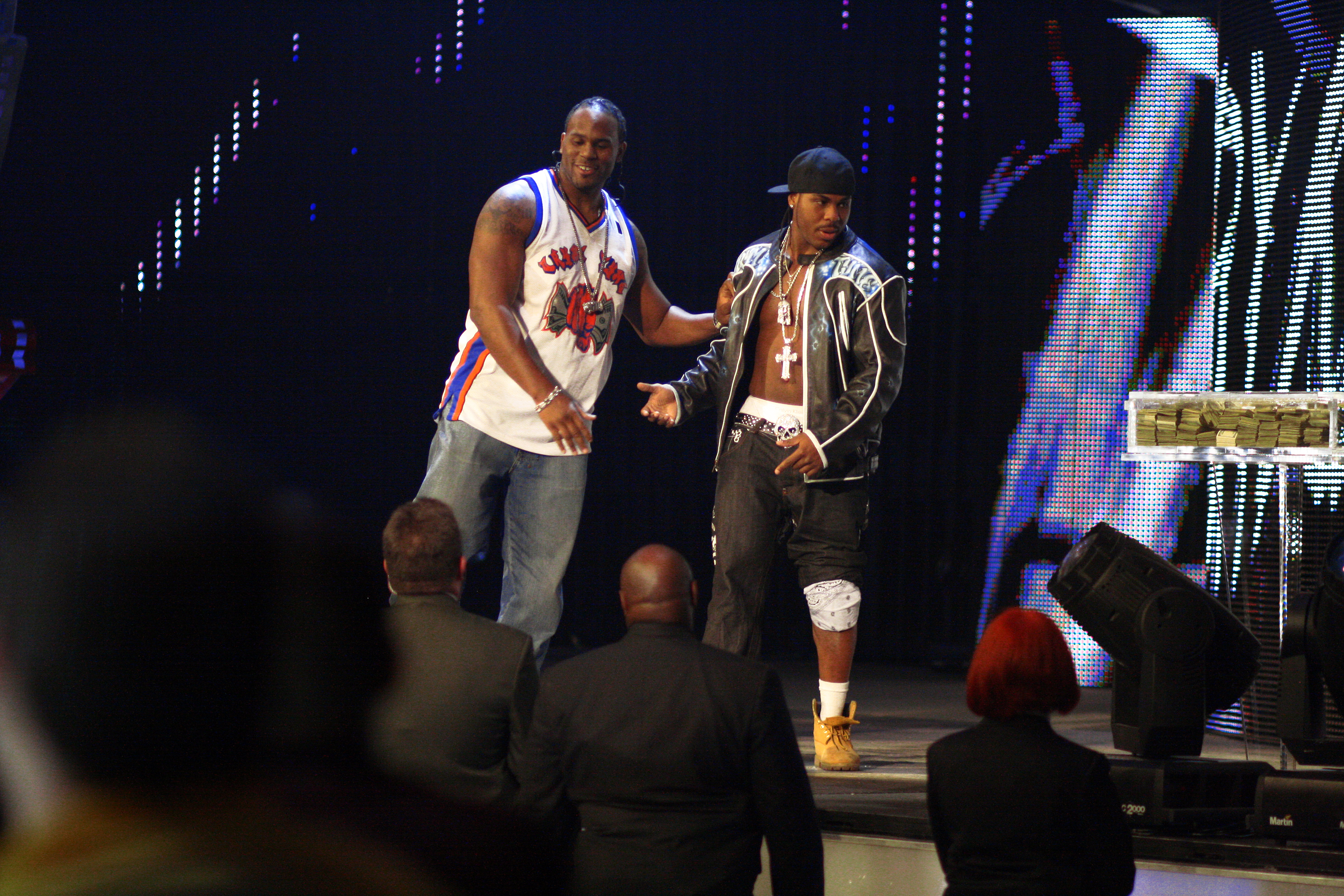
クライム・タイム
シャド（左） & JTG（右）

同年8月、タッグネームをクライム・タイム（Cryme Tyme）へと変更してWWEに昇格。RAWに所属し、スピリット・スクワッドやチャーリー・ハース & シェルトン・ベンジャミンと抗争を展開。11月5日、PPVであるCyber Sunday 2006にチャーリー・ハース & ヴィセラ、ランス・ケイド & トレバー・マードック、ザ・ハイランダーズ（ロビー・マカリスター & ロリー・マカリスター）とテキサストルネードマッチを行い勝利した。
出場機会が多かったものの、2007年9月にシャドと共にWWEから解雇となる。WWE解雇後、DCW（Derby City Wrestling）とJAPW（Jersey All Pro Wrestling）に参戦し、2008年3月にWWEへと復帰を果たす。同月31日のRAWにてランス・ケイド & トレバー・マードックと対戦して勝利し、復帰戦を勝利で飾った。2009年にはSmackDown!へと移籍し、ハート・ダイナスティ（タイソン・キッド & デビッド・ハート・スミス）と抗争を展開。
2010年4月、シャドがギャングでいる事に疑問を持つようになり、JTGを裏切ってヒールターンした事によりクライム・タイムは解散となった。タッグ解散後シャドと抗争を開始し、4月25日にPPVであるExtreme Rules 2010にて遺恨戦を行い勝利した。この抗争後、シャドはFCWへと降格し、11月に解雇となった。
2011年3月、新人発掘番組であるNXTシーズン5にて新人のジェイコブ・ノヴァックのプロに就く。ノヴァックのキャラクターを自身と同じストリート系へと変更させて活動させたものの、観客からはブーイングで迎えられ、解説のウィリアム・リーガルからは酷評された。リーガルの酷評に神経を逆撫でされたノヴァックが公然と反発するようになり、JTGは当初フォローに回っていたが、リーガルの批判が自身に向いたのをきっかけに師弟共々リーガルとシングルマッチを行う事になったが勝利する事ができず、後にノヴァックはNXTシーズン5初の脱落者となった。
ノヴァック脱落後、ヒールとして活動し、NXTにて自身のトークコーナーを設けてゲストのヨシ・タツを急襲。ヨシ・タツとの短期抗争後、プロがいなくなったダレン・ヤングと組んでウィリアム・リーガル、マット・ストライカー、ウーソズと抗争を展開した。
2012年5月、アリシア・フォックスのアイデアで都会的なイメージへとチェンジするもジョバーとしての役割が大半であった。TLC 2012では地元であるブルックリンで行われた事もあり、ダークマッチながらデビッド・オタンガと対戦して勝利した。
ハウスショー、ダークマッチでの出場が大半でありながら出場機会に恵まれていたものの、2014年6月に解雇となった。

### インディー団体
WWE解雇後、2014年8月23日、WOW（Warriors Of Wrestling）にてWWE時代の盟友であるシャドとクライム・タイムを再結成し、ブルー・ミーニーと組んでチャチ & Jジョージ & マイク・バーナと6人制タッグマッチを行うが敗戦した。

## 得意技
- ダ・シャウト・アウト

フィニッシャー。スピニング・シットアウト・スリーパースラム
- ボックス・カッター

変型バックブリーカー
- マグショット

ダイビング・フェイスバスター

## 獲得タイトル
OVW
- OVW南部タッグ王座 : 2回

w / シャド・ガスパード

## 入場曲
- Bringin' Da Hood 2 U